# Hyphus comusioides
Hyphus comusioides är en skalbaggsart som beskrevs av J. Linsley Gressitt 1951. Hyphus comusioides ingår i släktet Hyphus och familjen långhorningar. Inga underarter finns listade i Catalogue of Life.